# Telluride House
Telluride House, formalmente el departamento de Cornell de la Asociación Telluride (CBTA), y comúnmente conocida como simplemente "Telluride", es una comunidad residencial altamente selectiva de alumnos y profesores de la Universidad de Cornell. Fundada en 1910 por el industrial estadounidense L.L. Nunn, la casa otorga becas de alojamiento y comida a varios alumnos de pregrado y posgrado, investigadores posdoctorales y miembros de la facultad afiliados a los diversos colegios y programas de la universidad. Una sociedad intelectual totalmente residencial, Telluride House toma como pilares el autogobierno democrático, la vida comunitaria y la investigación intelectual. Los alumnos que reciben la beca de la casa se conocen como Telluride Scholars.
Telluride House se considera el primer programa de la organización educativa sin fines de lucro Telluride Association, que se fundó un año después de la construcción de la casa y fue dirigida por el cuarto secretario de la Smithsonian Institution, Charles Doolittle Walcott. Nunn fundó Deep Springs College en 1917. La Asociación Telluride fundó y mantuvo otras ramas a partir de entonces, dos de las cuales, una en la Universidad de Cornell y otra en la Universidad de Míchigan, siguen activas. La Asociación también ofrece programas selectivos gratuitos para estudiantes de secundaria, incluido el Programa de verano de la Asociación Telluride.
En su más de un siglo de funcionamiento, la membresía de la casa ha incluido a algunos de los exalumnos y miembros de la facultad más notables de la Universidad de Cornell. Ubicada en el West Campus de la universidad, Telluride House figura en el Registro Nacional de Lugares Históricos.

## Historia

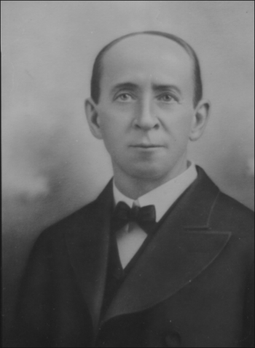
Lucien Lucius Nunn, fundador de Telluride House.

Lucien Lucius Nunn fue un industrial y empresario estadounidense involucrado en la electrificación temprana de la industria minera. Para dotar de personal a las plantas de energía que construyó, incluidas las de Colorado y Olmsted Station Powerhouse en Provo, Utah, Nunn creó un programa de estudio, al que llamó 'Instituto Telluride' en honor a su ciudad de residencia de Telluride, Colorado. En el Instituto, los estudiantes de Nunn recibieron formación en ingeniería y artes liberales. Al completar su programa de instituto, los estudiantes fueron enviados a varias instituciones académicas con una beca de Nunn para continuar su educación. Muchos de estos estudiantes pasaron a estudiar en los programas de ingeniería de la Universidad de Cornell. En el campus de la Universidad de Cornell en Ithaca, Nunn construyó la Casa Telluride como residencia para estos becados "jóvenes brillantes", muchos de los cuales habían pasado por el Instituto Telluride de Nunn.
El propósito inicial de la casa, como lo describió el historiador de Cornell, Morris Bishop, fue "otorgar a los alumnos becados la liberación de toda preocupación material, un trasfondo cultural, la responsabilidad de administrar su propio hogar y la oportunidad de vivir y aprender de los miembros de la facultad residentes y de los visitantes eminentes de la universidad". La casa comenzó a elegir miembros de disciplinas ajenas a la ingeniería a los pocos años de su fundación. Con una membresía exclusivamente masculina durante su primer medio siglo de existencia, la casa comenzaría a elegir miembros femeninos para su becas residenciales en la década de 1960, comenzando con la Secretaria de Trabajo de los Estados Unidos, Frances Perkins, como profesora residente en 1960, Laura Wolfowitz (la hermana mayor del político y académico estadounidense Paul Wolfowitz, él mismo miembro de la casa) como miembro de la casa en 1962, y la teórica literaria y erudita poscolonial Gayatri Spivak como miembro de la casa en 1963.

## Edificio

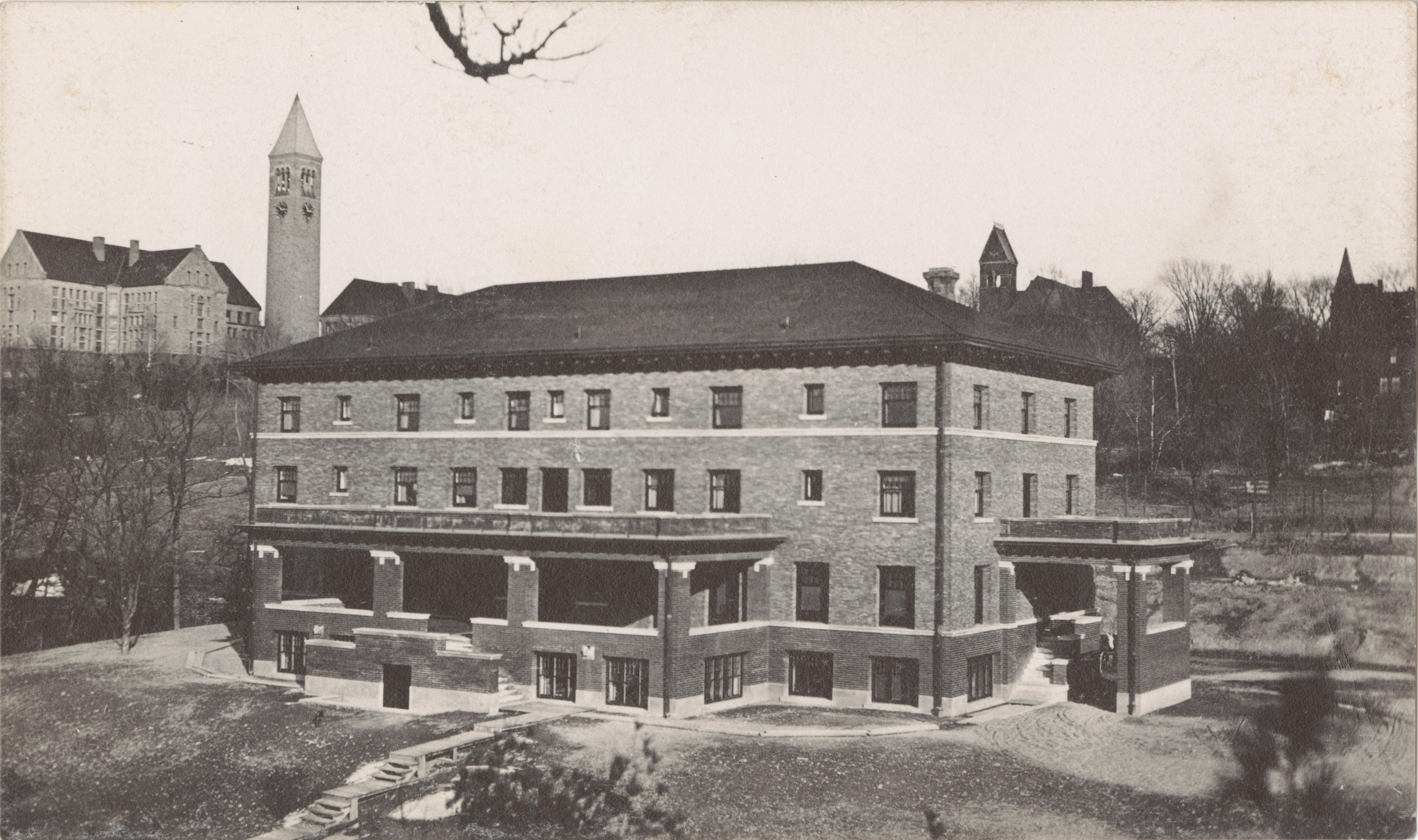
La fotografía más antigua conocida de Telluride House, tomada en el año de su fundación, 1910. Visibles en el fondo aparecen la McGraw Tower, la Uris Library y el Barnes Hall.

La Casa Telluride está ubicada en el Campus Oeste de la Universidad de Cornell, directamente debajo del Willard Straight Hall, y alberga a los académicos de Telluride, así como a la oficina principal de la Asociación Telluride. Se ha descrito como una "mansión de estilo Arts and Crafts " equipada con "muebles costosos de estilo Mission y de Stickley", con "techos altos" y "grandes ventanales con vistas a los jardines en pendiente". Un proyecto de la década de 1980 de la Asociación Telluride renovó la casa y la amuebló de acuerdo con su estilo arquitectónico original.
En 2010, la Oficina de Parques, Recreación y Preservación Histórica de Nueva York recomendó el edificio Telluride House para su inclusión en el Registro Nacional de Lugares Históricos, la lista oficial del gobierno de los Estados Unidos de edificios considerados dignos de preservación. Un año después, fue inscrita en el registro.

## Miembros

### Sistema de afiliación
Se invita a los estudiantes y miembros de las facultades de la Universidad de Cornell a postularse para la Casa Telluride en un proceso anual conocido como "promoción". La preferencia, al igual que otros asuntos de la Casa, se decide democráticamente por los miembros de la Casa. Sin embargo, los miembros profesores de la casa no pueden votar. Los miembros de Telluride House también contribuyen al trabajo de la Asociación, a través de la lectura y evaluación de aplicaciones para los programas de Telluride, como el Programa de Verano de la Asociación Telluride.

### Miembros Notables
Los alumnos de Telluride House, tanto estudiantes como profesores, incluyen muchos académicos, políticos y científicos notables. Entre ellos se encuentran dos presidentes del Banco Mundial, dos premios Nobel de Física y varios académicos y políticos neoconservadores que residieron en la Casa Telluride con el miembro profesor de la Casa Allan Bloom en la década de 1960.

Entre los residentes notables se incluyen el científico informático teórico Scott Aaronson, la artista e historiadora del arte británico jamaicana Petrine Archer-Straw, el clasicista Martin Bernal, físico Carl M. Bender, el filósofo y clasicista Allan Bloom, premio Nobel de Física Sir William Lawrence Bragg, quien residía en la casa como profesor invitado, ex congresista de los Estados Unidos y presidente del Banco Mundial, Barber Conable, el académico nigeriano Michael Echeruo, el físico teórico y premio Nobel de Física Richard Feynman, el politólogo y economista político Francis Fukuyama, el teórico político estadounidense William Galston, el filósofo británico Paul Grice, la filósofa de la UCLA Bárbara Herman, el autor y diplomático William vanden Heuvel, el político conservador y diplomático Alan Keyes, la escritora ucraniana Sana Krasikov, el historiador intelectual europeo Dominick LaCapra, el ex canciller de escuelas de la ciudad de Nueva York Harold O. Levy, presidente del College Park Wallace Loh de la Universidad de Maryland,, el filósofo de la NYU Thomas Nagel, el químico, activista por la paz y premio Nobel de Química y Premio Nobel de la Paz Linus Pauling, el músico clásico estadounidense Martin Pearlman,la secretario de Trabajo de los Estados Unidos y primera mujer nombrada para el gabinete estadounidense Frances Perkins, el historiador Kenneth Pomeranz, el filósofo, decano y vicepresidente de Cornell George Holland Sabine, la teórica de género y estudios queer Eve Kosofsky Sedgwick, la antropóloga estadounidense Clare Selgin Wolfowitz, el politólogo Stephen Sestanovich, el politólogo Abram Shulsky, el teórico político Joseph M. Schwartz, la teórica literaria y estudiosa poscolonial y de género Gayatri Chakravorty Spivak, el economista y político checo Jan Švejnar, el físico teórico y premio Nobel de Física Steven Weinberg, el exsubsecretario de Defensa de los Estados Unidos, presidente del Banco Mundial, diplomático y académico Paul Wolfowitz, el periodista y escritor William T. Vollmann y el biofísico y virólogo Robley C. Williams. El director y productor ganador de múltiples premios Tony y Obie, Gordon Davidson, director artístico fundador del Mark Taper Forum.

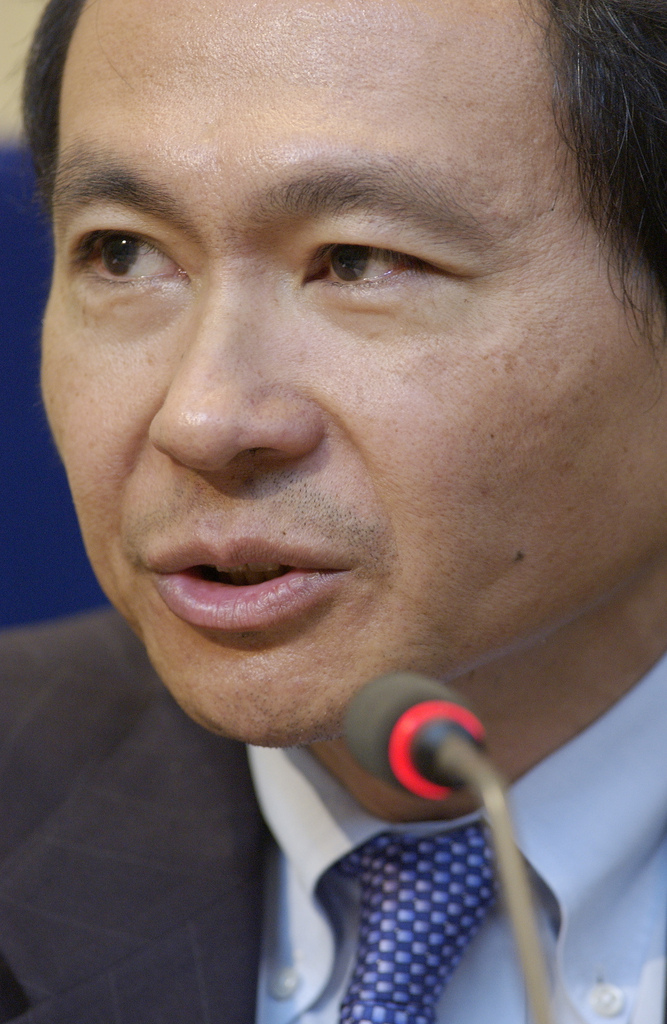
Francis Fukuyama Politólogo y autor de El fin de la historia y el último hombre
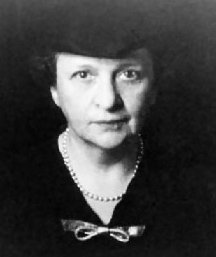
Frances Perkins Secretaria de Trabajo de los Estados Unidos y primera mujer miembro del Gabinete de los Estados Unidos
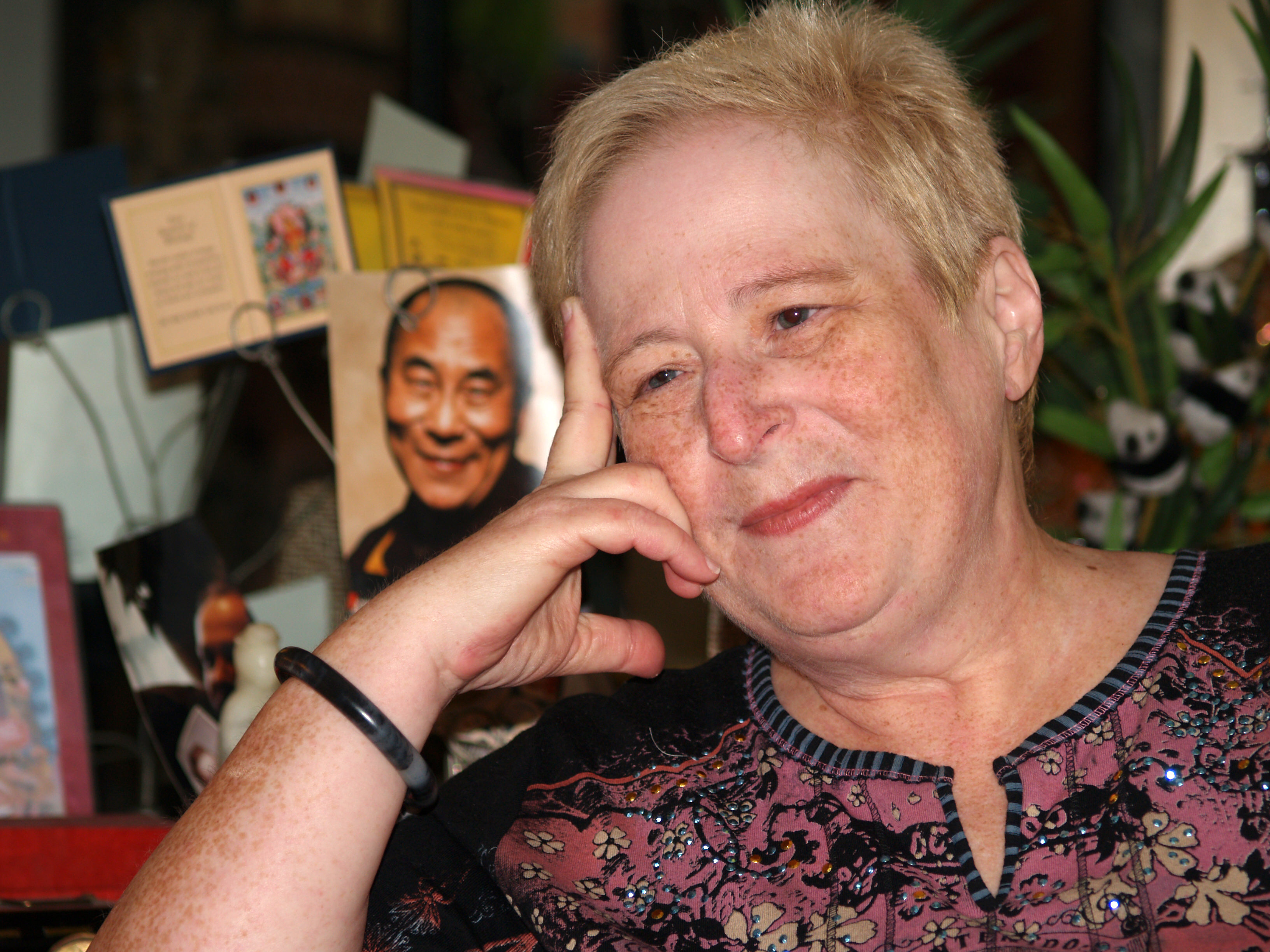
Eve Kosofsky Sedgwick Académica en estudios de género, teoría queer y teoría crítica
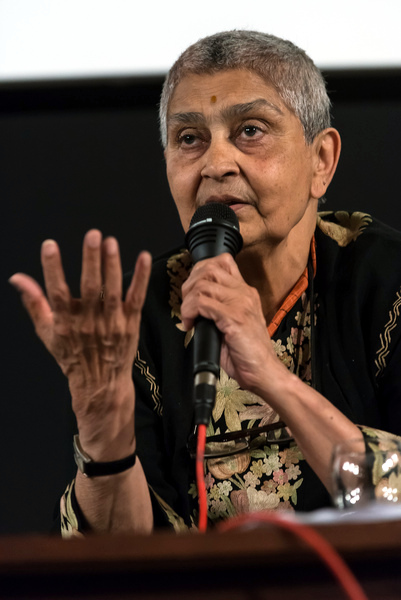
Gayatri Chakravorty Spivak Teórico literario y estudioso poscolonial
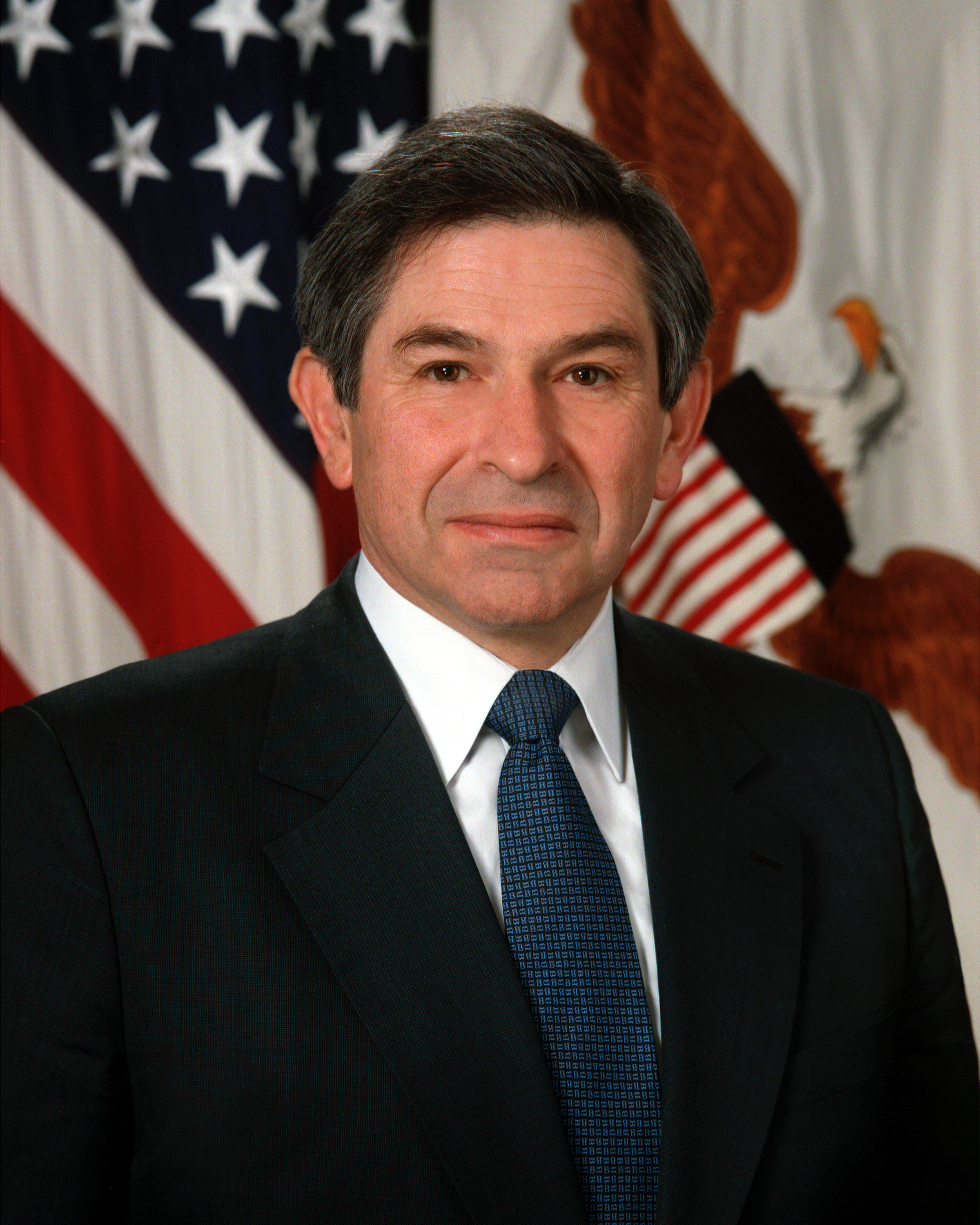
Paul Wolfowitz Político, diplomático, académico y ex presidente del Banco Mundial

## Reputación

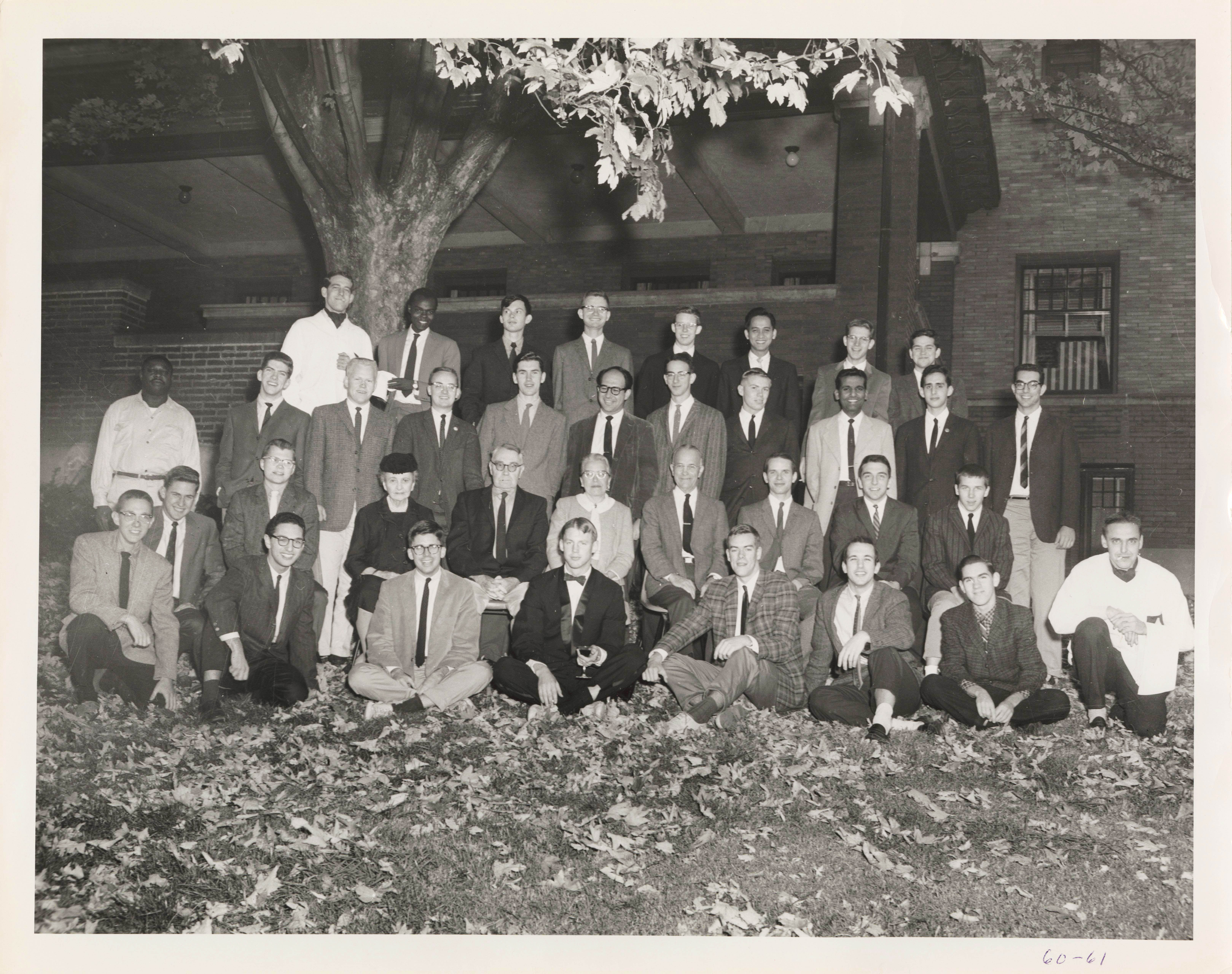
Membresía en la Casa en el otoño de 1960. Entre los que aparecen en la foto se encuentran Frances Perkins (la primera mujer residente de la Casa), Abram Shulsky, George Sabine, Carl M. Bender y Robley C. Williams.

La Casa Telluride ha sido descrita de diversas maneras como una organización "tan peculiar en su propósito y práctica", una "experiencia académica inusualmente rica e intensa", y una "no fraternidad intelectual",{ donde los residentes se reúnen "durante la cena para discutir la cultura popular, la historia, la vida civil o los avances científicos". James Atlas, editor del New York Times Magazine, describió la Casa a principios de la década de 1970 como una "comuna para estudiantes de filosofía" y apodó a Allan Bloom como el "Sócrates residente" de la Casa. El hecho de que la casa fuera el hogar de tantos neoconservadores en la década de 1970 ha llevado a que se la denomine "caldo de cultivo predestinado para los intelectuales conservadores en su estado larvario".
Frances Perkins , la Secretaria de Trabajo de Estados Unidos con más años de servicio y la primera mujer nombrada para el Gabinete de Estados Unidos, fue elegida para la Cámara en 1960, donde residió hasta su muerte en 1965. Su tiempo en la casa fue calificado por uno de sus biógrafos como "la etapa más feliz de su vida". Según los informes, Perkins describió su felicidad por su invitación a la casa a sus amigos diciendo: "Me sentí como una novia en mi noche de bodas". Estuvo muy involucrada en el proceso de autogobierno de la casa, asistió a las reuniones semanales de la casa, cuidó el jardín de la casa y se hizo amiga del miembro de la facultad de la casa, Allan Bloom.
Richard Feynman también tenía una opinión favorable de la casa y de su mandato como miembro de la facultad de Telluride House. En una entrevista describió a la Casa como "un grupo de muchachos que han sido especialmente seleccionados por su beca, por su astucia o lo que sea, para que les den comida y alojamiento gratis, etc., por su inteligencia". Feynman vivió en Telluride durante gran parte de su mandato en Cornell. Disfrutó de la comodidad de la casa y dijo que "es allí donde hice el trabajo fundamental" por el que ganó el Premio Nobel. En su correspondencia con un compañero asociado de Telluride felicitándolo por el Premio Nobel, Feynman dijo: "Fue en Telluride donde hice todas esas cosas por las que obtuve el premio, así que recuerdo esos días con nostalgia".
Eve Kosofsky Sedgwick conoció a su esposo Hal Sedgwick en Telluride House. En su tiempo en Cornell, a las mujeres solo se les había permitido unirse a Telluride House y todavía tenía una membresía predominantemente masculina. Como resultado, la Casa de Telluride era supuestamente "un ambiente fuertemente masculino", y "demostró ser una rica veta de experiencia para Sedgwick y para la mía en sus exploraciones de la homosocialidad", un término que popularizó.
A diferencia de Perkins y Feynman, el escritor William T. Vollmann tenía una visión desfavorable de la vida en la casa y sus experiencias allí a principios de la década de 1980. Describió la cultura de la casa como "elitista", "endogámica" y "vanguardista", y criticó el uso de jerga intragrupal por parte de los miembros de la casa, como "III" o "Intercambio intelectual informal".